# Rune Gustafsson (Musiker)

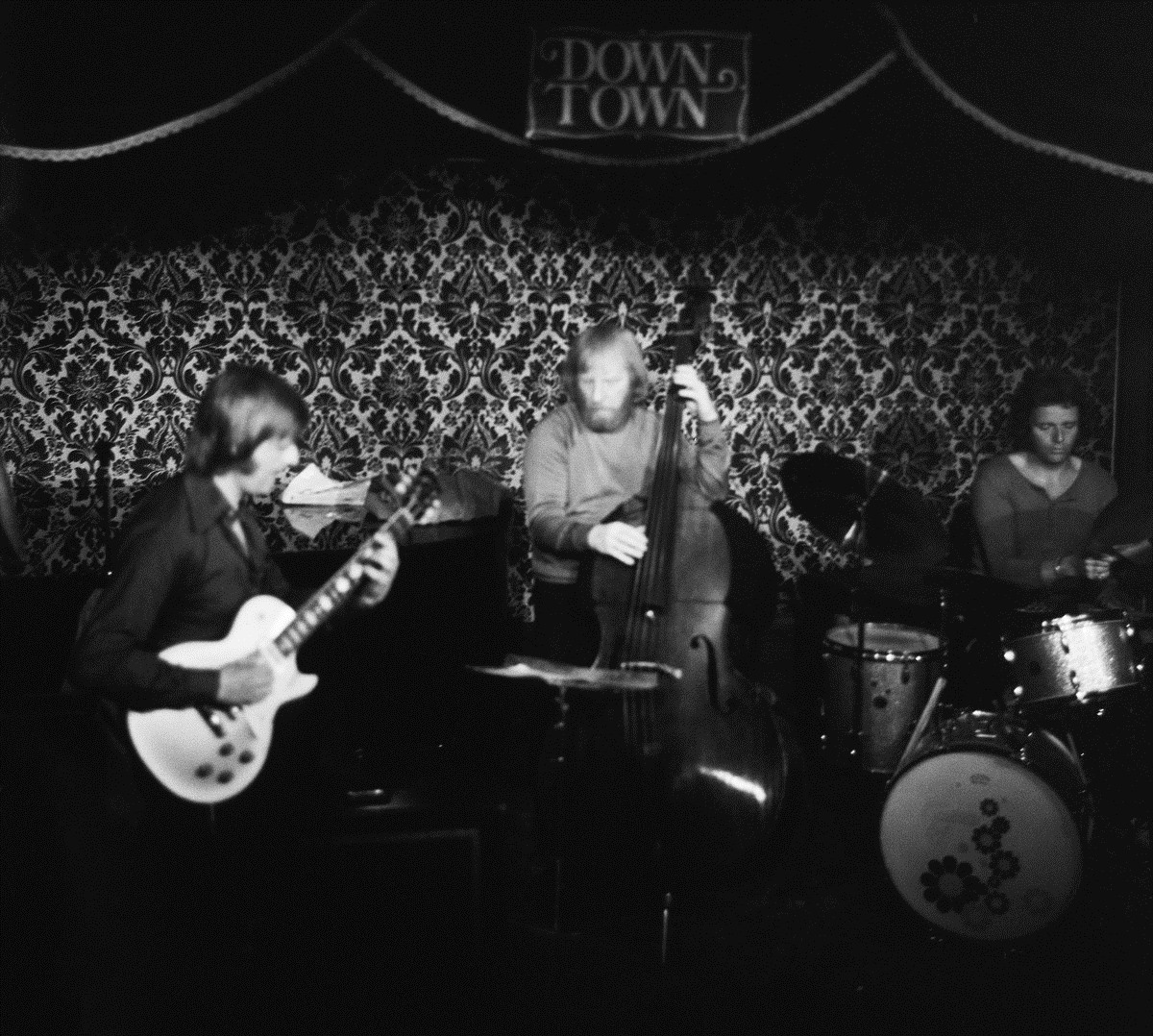
Rune Gustafsson, Red Mitchell und Egil Johansen bei einem Konzert im Jazzclub Down Town in Oslo (1972)

Rune Urban Gustafsson (* 25. August 1933 in Göteborg; † 15. Juni 2012 in Stockholm) war ein schwedischer Gitarrist des Modern Jazz und Komponist von Filmmusik.

## Leben und Wirken
Gustafsson begann seine Musikerkarriere in der Band des Schlagzeugers Nils Bertil Dahlander in Göteborg. In den 1950er Jahren zog er nach Stockholm und arbeitete dort mit Putte Wickman (Swedisk Jazz Kings, 1957), mit Arne Domnérus und dem schwedischen Radio-Jazzorchester, außerdem als vielbeschäftigter Studiomusiker. Im Jahr 1961 entstand sein erstes Album unter eigenen Namen, Young Guitar (Metronome Records) mit Arne Domnérus, Jan Johansson, Jimmy Woode, Bjarne Nerem, Börje Fredriksson und Jan Allan.
Das Album Rune at the Top nahm er 1969 mit dem norwegischen Schlagzeuger Jon Christensen auf. Außerdem war er von 1968 an bis in die 1980er Jahre an Aufnahmen von Sabu Martinez, von Arne Domnérus (Dialog, 1972), mit Georg Riedel, Cornelis Vreeswijk und Ulf Johansson beteiligt. 1973 entstand sein Album Rune Gustafsson Himself Plays Gilbert O'Sullivan.  1975 arbeitete er mit Thad Jones, um 1980 mit Benny Carter bei dessen Sessions in Schweden zusammen. Als Hausmusiker bei Sonet Records war er an Sessions mit amerikanischen Musikern wie Red Mitchell (On a Clear Day, 1976) und Zoot Sims (The Sweetest Sounds, 1978 und In a Sentimental Mood, 1984) beteiligt. 1994 arbeitete er mit Kjell Öhman.
Weiterhin war Gustafsson als Komponist von Filmmusiken tätig, wie für die schwedischen Filme Mannen som slutade röka (1972), Släpp fångarne loss, det är vår! (1975) und Söndagsbarn (1992).
2009 wurde Gustafsson mit dem Lars-Gullin-Preis ausgezeichnet.

## Auswahldiskographie
- Jan Allan: Jan Allan – 70 (Phono Suicia, 1968/69)
- George Riedel: Kirbitz (Phontastic, 1980/81)
- Svend Asmussen Quintet: At Sluhafter (Phontastic, 1984)

## Lexikalischer Eintrag
- Richard Cook, Brian Morton: The Penguin Guide to Jazz on CD. 6. Auflage. Penguin, London 2002, ISBN 0-14-051521-6.